# 田北鑑生
田北 鑑生（たきた あきなり）は、戦国時代の武将。大友氏の家臣。田北親員の子。

## 生涯
大友氏の家臣・田北親員の子として誕生。父・親員は大友氏の加判衆（家老）であり、子・鑑生は初め大友義鑑の側近として仕える。義鑑からは偏諱を賜って鑑生と名乗る。
大永7年（1527年）、父に従って栂牟礼城主・佐伯惟治の討伐に参加し、軍功を挙げた。これが初陣とされる。
天文3年（1534年）の大内氏との勢場ヶ原の戦いでは、大友軍は当初劣勢だったが、1,000人余の別働隊を率いていた鑑生は、敗走する本隊を収容すると、大内軍に突撃して杉長門守（架空の人物）を討ち取り、さらに陶興房に傷を負わせるなどして勝利に貢献した。この戦いの後、大内氏との和睦を願って神社を建設する。また、大友館の修理も行なった事もある。
義鎮が当主になると加判衆となり、筑前国の方分となる。さらに大友晴英（大内義長）が大内氏当主として迎えられる頃には加判衆筆頭となっている。 弘治2年（1556年）の小原鑑元の反乱や翌3年（1557年）の秋月文種の討伐にも参加し、秋月攻めでは大功をたてたとされる。その後、筑後国の方分として現地に留まる。
永禄4年（1561年）、第四次門司城の戦いで、補給線を断たれて撤退する際、毛利氏の乃美宗勝らの待ち伏せに遭って重傷を負い、11月9日にその傷がもとで死去した。家督は弟の鑑重（紹鉄）が継いだ。